# Harry S. Webb
Harry S. Webb (15 de outubro de 1892 – 4 de julho de 1959) foi um cineasta, roteirista e produtor cinematográfico estadunidense. Webb produziu 100 e dirigiu 50 filmes entre 1924 e 1940.

## Biografia
Webb nasceu na Pensilvânia e iniciou sua carreira por volta de 1915, como ator. O primeiro filme em que atuou foi The Underworld of London, em 1915, para a Weston Feature Film Co. Depois atuou em Reputation (1921), para a Universal Pictures, e só atuou novamente em 1935, no filme Tracy Rides, pela Reliable.
Sua primeira produção cinematográfica foi Coyote Fangs, em 1924, que também dirigiu, num western produzido pela sua própria companhia, a Harry Webb Productions. Esse foi o primeiro de 54 filmes que dirigiu.
Por volta de 1926, associou-se ao produtor independente Nat Levine, que estava produzindo um seriado que foi vendido para a Universal e lançado como The Silent Flyer (1926). A associação de Webb e Levine iria continuar por um ano ou mais, e quando Levine formou a Mascot Pictures em 1927, Webb dirigiu os três primeiros seriados da Mascot, The Golden Stallion (1927), Isle of Sunken Gold (1927) e Heroes of the Wild (1927). Webb também escreveu 5 roteiros para o cinema, nos anos 1930.
Em 1933 Webb e Bernard B. Ray criaram a Reliable Pictures Corporation, que possuía seus estúdios em Beachwood e na Sunset Boulevard, em Hollywood. A Reliable produziu e lançou muitos Westerns, começando com Girl Trouble, em 1933, até o fechamento da companhia, em 1937. A produção final foi The Silver Trail.
Webb e Ray criaram também a Metropolitan Pictures, em 1931, cuja produção se estendeu até 1940, com a última produção Pinto Canyon. Webb passou a produzir, então, westerns para a Monogram Pictures.
Apesar de se retirar da vida cinematográfica por volta de 1940, teve uma breve incursão no mundo do cinema em 1957, quando foi creditado como assistente de direção do filme da Columbia Pictures, The Parson and the Outlaw, e em 1958, com The Bride and the Beast, pela Allied Artists Pictures.
Webb morreu aos 66 anos em Hollywood, Califórnia, de infarto agudo do miocárdio.

## Vida pessoal
Webb foi casado com a roteirista Rose Gordon, e é pai do produtor Gordon A. Webb.
Rose Gordon e Harry Webb divorciaram-se em torno de 1941. Ao mesmo tempo, a carreira de Webb em Hollywood terminou, e ele foi trabalhar em uma fábrica de defesa durante a Segunda Guerra Mundial.
Webb é irmão do produtor e cineasta de filmes B, Ira S. Webb.

## Harry Webb Productions
O estúdio de Harry Webb foi responsável pela produção de 19 filmes, entre 1924 e 1933, destacando-se entre eles o seriado The Mystery Trooper, em 1933 (sob o crédito Wonder Pictures). Grande parte de seus filmes foi no gênero western, e com o ator Jack Perrin. O estúdio também foi creditado, uma vez, como Merit Pictures, e outra como Wonder Pictures.

## Filmografia parcial

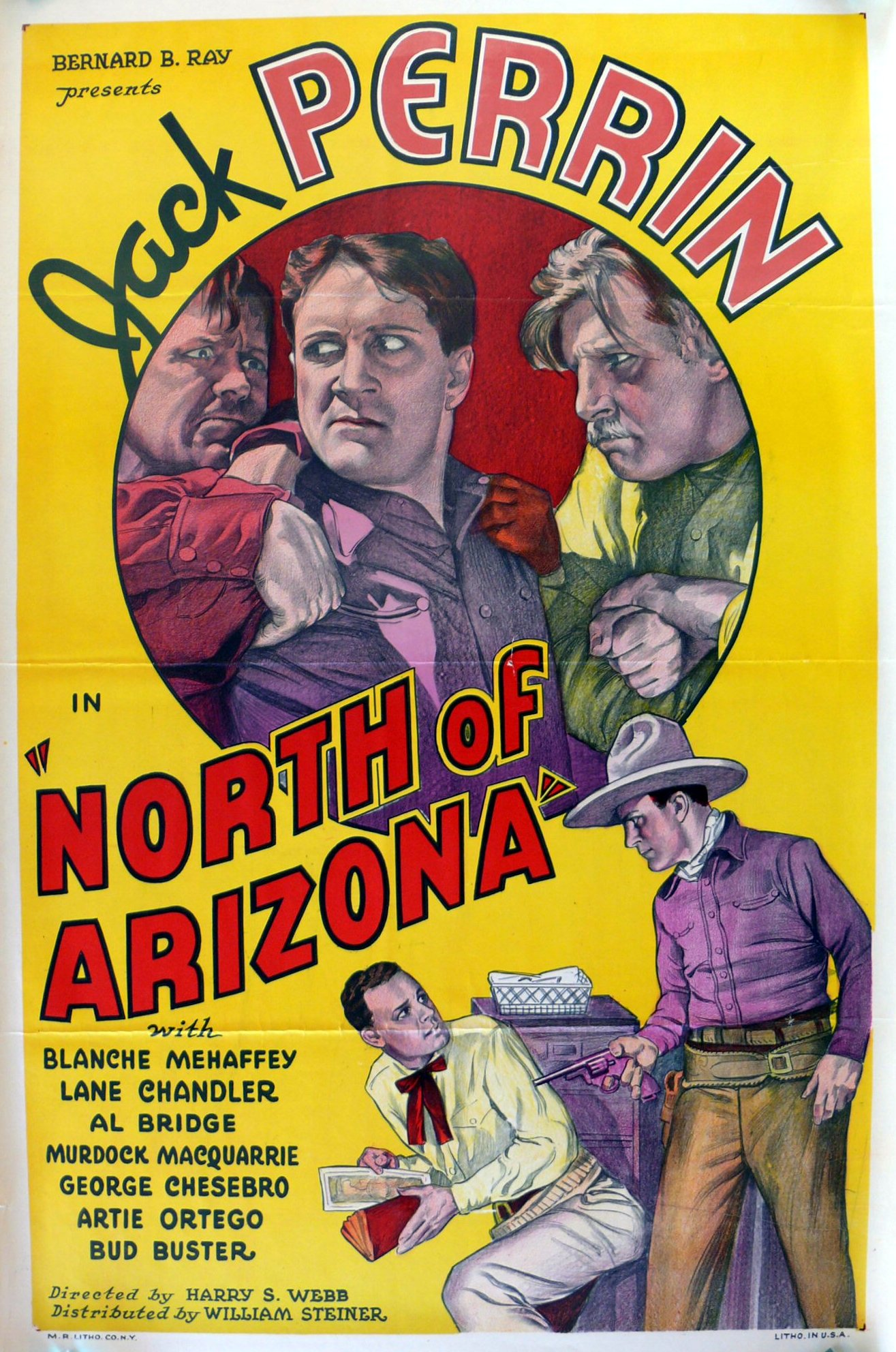
Cartaz de North of Arizona, de 1935, dirigido por Webb

- The Golden Stallion (1927) seriado; diretor
- Isle of Sunken Gold (1927) seriado; diretor
- Heroes of the Wild (1927) seriado; diretor
- The Phantom of the North (1929) diretor
- The Sign of the Wolf (1931)
- The Mystery Trooper (1931)
- Loser's End (1935)
- North of Arizona (1935)
- The Live Wire (1935) diretor & produtor associado
- Born to Battle (1935) diretor & produtor
- The Test (1935) produtor associado
- The Mysterious Avenger (1936)
- Ambush Valley (1936)
- Vengeance of Rannah (1936) produtor associado
- Santa Fe Bound (1936) diretor
- The Great Adventures of Wild Bill Hickok (1938)